# Иннокентьевский сельсовет (Красноярский край)
Иннокентьевский сельсовет - сельское поселение в Партизанском районе Красноярского края.
Административный центр — село Иннокентьевка.

## История
Статус и границы сельского поселения установлены Законом Красноярского края от 18 февраля 2005 года № 13-3046 «Об установлении границ и наделении соответствующим статусом муниципального образования Партизанский район и находящихся в его границах иных муниципальных образований»

## Население
| 2010 | 2012 | 2013 | 2014 | 2015 | 2016 | 2017 |
| ---- | ---- | ---- | ---- | ---- | ---- | ---- |
| 363  | ↘348 | ↘326 | ↘313 | ↘300 | ↘289 | ↘285 |

## Состав сельского поселения
В состав сельского поселения входят 2 населённых пункта:
| № | Населённый пункт | Тип населённого пункта       | Население |
| - | ---------------- | ---------------------------- | --------- |
| 1 | Иннокентьевка    | село, административный центр | 359       |
| 2 | Конок            | посёлок                      | 4         |

## Местное самоуправление
Иннокентьевский сельский Совет депутатов
Дата избрания: 04.03.2012. Срок полномочий: 5 лет. Количество депутатов: 7
Глава муниципального образования
- Румынина Валентина Алексеевна. Дата избрания: 21.11.2014. Срок полномочий: 5 лет